# 1278
1278 (MCCLXXVIII) je bilo navadno leto, ki se je po julijanskem koledarju začelo na soboto.

## Dogodki

### Slovenija
- Umrlega krškega škofa Teodorika II. Marburškega nasledi Janez I. Ennsthalski.

### Mongolski imperij
- Vojna proti Songu, Kitajska: Mongoli pod vodstvom Kublajkana napredujejo še globlje v južno Kitajsko, preostali lojalisti, zvesti Songu, se še izogibajo odločujočemu spopadu. 1279 ↔
- marec - Na begu zboli in umre mladoletni cesar Duanzong. ↓
- 8. maj → Za novega cesarja je nastavljen mladoletni cesar Binga. Lojalistična begunska vlada se z novim cesarjem nahaja na otoku Lantau (otok na JZ Hong Konga).
- Ivajlov kmečki upor 1277-80, Bolgarija: bizantinski cesar Mihael VIII. Paleolog poskuša izkoristiti politični kaos v Bolgariji in nastaviti svojega kandidata Ivana Asena III., vendar ga kmečki uporniki pod vodstvom novega carja Ivajla zavrnejo. Na severu se morajo kmečki uporniki boriti še proti Mongolom, ki jih potisnejo nazaj čez Donavo. 1279 ↔

### Ostalo
- januar -  Na Siciliji je za jeruzalemskega kralja okronan Karel Anžujski. Jeruzalemska kraljevina se nahaja v politični anarhiji, zato ob politiki korenčka in palice nima večjih težav pri monopolizaciji oblasti v propadajoči žepni kraljevini. Dotakratni jeruzalemski kralj, ki je hkrati ciprski kralj, Hugo III. nima interesa, da bi se zapletel vojno s takrat politično najmočnejšim vladarjem v Evropi.
- 13. februar - Verona: v mestnem amfiteatru je na skupinski grmadi sežganih več kot 50 katarov.
- 1. maj - Po smrti kneza Ahaje Vilijema II. Villehardouinškega, ki je umrl brez moškega potomca, v skladu s Sporazumom iz Viterba (1267) peloponeško kneževino nasledi suveren umrlega Karel Anžujski.

- 26. avgust - Bitka na Moravskem polju: združena vojska nemškega kralja Rudolfa I. Habsburškega in ogrskega kralja Ladislava IV. na eni strani odločujoče porazi  vojsko češkega kralja Otokarja II. Češkega na drugi. Vojvodine Avstrija, Štajerska, Koroška in marka Kranjska dokončno preidejo pod oblast Habsburžanov. 1918 ↔
  - V bitki je ubit Otokar II.. Zmagovalec Rudolf I. podeli pravico do regentstva nad mladoletnim češkim prestolonaslednikom Venčeslavom II. brandenburškemu mejnemu grofu Otonu IV.
- julij - Rekonkvista: kastiljski Alfonz X. začne oblegati mavrsko mesto Algeciras, ki je strateško pomembno pristaniško mesto za izkrcanje maroških marinidskih sil. 1279 ↔
- 8. september - Pireneji: ustanovitev Andore. Škof Urgella Pere de Urtx in grof Foixa Roger-Bernard se sporazumeta o skupnem vodenju tamponske Andore.
- 29. september - Aragonski kralj Peter III. zatre upor muslimanov v Valenciji in jih večino izžene.
- 13. november - Umrlega vojvodo Pomeranije Barnima I. nasledi sin Bogislav IV., ki si oblast razdeli še s polbratoma.
- Po šestih letih Filip III. se konča vojno za kravo (1272-78) med škofijo Liège in marko Namur, v kateri je namurski markiz in flandrijski grof Gvido Dampierre opustošil valonsko regijo Condroz.
- Prvi pisni vir zoroastrijanske Aveste, ki se je do takrat prenašala iz roda v rod ustmeno.
- Papež Nikolaj III. imenuje canterburyjskega nadškofa Roberta Kilwardbyja za novega kardinala ene od rimskih škofij.
- Obsedenost s plesom, Francija: pod več kot 200 spontano plešočimi se sesede most čez reko Meuse. Vir ne omenja, zakaj so plesali na mostu, verjetno pa zaradi religioznega navdihnjenja. Spontani plesi do onemoglosti se razširijo po Evropi v naslednjem stoletju.

## Rojstva
- 10. november - Filip I. Tarantski, knez Taranta, knez Ahaje († 1331)
- 13. november - Barnim I., vojvoda Pomorjanskega

Neznan datum
- Blanka Francoska, avstrijska in štajerska vojvodinja († 1305)
- Henrik VII. Luksemburški, rimsko-nemški cesar († 1313)
- Kokan Širen, japonski zen budistični menih, pesnik († 1347)
- Konstantin I., kralj Armenske Kiklije († 1310)
- Thomas Plantagenet, angleški plemič, 2. grof Lancaster, Lord High Steward († 1322)
- Valter V. Briennski, atenski vojvoda († 1311)

## Smrti
- 1. maj - Vilijem II. Villehardouinški, knez Ahaje
- 8. maj - cesar Duanzong, dinastija Južni Song (* 1268)
- 26. avgust - Otokar II. Pšemisl, češki kralj[1] (* 1233)
- 13. november - Barnim I., vojvoda Pomeranije (* 1217)

Neznan datum
- Boleslav II. Rogati, poljski vojvoda Legnice (* 1220)
- Lanxi Daolong, kitajski zen budistični filozof, kaligraf (* 1213)
- Martin iz Opave, poljski redovnik in kronist
- Peire Cardenal, okcitanski trubadur (* 1180)
- Teodorik II. Marburški, krški škof